# Jefferson Mays
Lewis Jefferson Mays (Connecticut, 8 giugno 1965) è un attore statunitense, attivo in campo teatrale, cinematografico e televisivo.

## Biografia
Jefferson Mays debutta a Broadway nel 2003 nel dramma di Doug Wright I Am My Own Wife, per cui vince l'Obie Award, il Drama Desk Award, l'Outer Critics Circle Award, il Theatre World Award e il Tony Award al miglior attore protagonista in uno spettacolo. Nel 2007 torna a Broadway con Pigmalione e nel 2013 con il musical A Gentleman's Guide To Love and Murder, per cui vince il Drama Desk Award e viene candidato al Tony Award al miglior attore protagonista in un musical. Dal 2014 al 2016 è nel cast di Law & Order - Unità vittime speciali nel ruolo di Carl Rudnick, medico legale dalla doppia vita da serial killer e con l'hobby del cross-dressing, in sette episodi della serie. 
È sposato con l'attrice australiana Susan Lyons dal 2003.

## Filmografia parziale

### Cinema
- Some Folks Call It a Sling Blade, regia di George Hickenlooper  (1994)
- The Low Life, regia di George Hickenlooper (1995)
- La cugina Bette (Cousin Bette), regia di Des McAnuff (1998)
- The Big Brass Ring, regia di Des McAnuff (1999)
- Kinsey, regia di Bill Condon (2004)
- Alfie, regia di Charles Shyer (2004)
- La scandalosa vita di Bettie Page (The Notorious Bettie Page), regia di Mary Harron (2005)
- Star System - Se non ci sei non esisti (How to Lose Friends and Alienate People), regia di Robert B. Weide (2008)
- Vizio di forma (Inherent Vice), regia di Paul Thomas Anderson (2014)
- Ned Rifle, regia di Hal Hartley (2014)
- The Giver - Il mondo di Jonas (The Giver), regia di Phillip Noyce (2014)
- Rebel in the Rye, regia di Danny Strong (2017)
- La ballata di Buster Scruggs (The Ballad of Buster Scruggs), regia di Joel ed Ethan Coen (2018)
- Macbeth (The Tragedy of Macbeth), regia di Joel Coen (2021)

### Televisione
- The Closer – serie TV, episodio 1x12 (2006)
- Fringe – serie TV, episodio 1x02 (2008)
- Law & Order: Criminal Intent – serie TV, 1 episodio (2008)
- Law & Order - i due volti della giustizia (Law & Order) – serie TV, 1 episodio (2009)
- Nurse Jackie - Terapia d'urto (Nurse Jackie) – serie TV, 1 episodio (2010)
- Lie to Me – serie TV, 1 episodio (2010)
- The Good Wife – serie TV, 1 episodio (2011)
- Law & Order - Unità vittime speciali (Law & Order: Special Victims Unit) – serie TV, 7 episodi (2014-2016)
- I Am the Night – miniserie TV, 6 puntate (2019)
- Westworld - Dove tutto è concesso (Westworld) – serie TV, episodio 3x05 (2020)
- Perry Mason – serie TV, 5 episodi (2020)
- Hacks – serie TV, 1 episodio (2021)
- Julia – serie TV, 8 episodi (2022)

## Teatro (parziale)
- Macbeth di William Shakespeare. La Jolla Playhouse di La Jolla (1989)
- La dodicesima notte di William Shakespeare. La Jolla Playhouse di La Jolla (1990)
- Amleto di William Shakespeare. Lyceum Stage Theatre di San Diego (1995)
- La signorina Julie di August Strindberg. Actors Theatre di Louisville (1997)
- L'importanza di chiamarsi Ernesto di Oscar Wilde. La Jolla Playhouse di La Jolla (1997)
- Vite in privato di Noël Coward. Actors Theatre di Louisville (1998)
- La donna in nero da Susan Hill. Centerstage Pearlstone Theater di Baltimora (1998)
- Rosencrantz e Guildenstern sono morti di Tom Stoppard. Williamstown Theatre Festival di Williamstown (1999)
- Ella si umilia per vincere di Oliver Goldsmith. Centerstage Pearlstone Theater di Baltimora (2000)
- Il racconto d'inverno di William Shakespeare. Centerstage Pearlstone Theater di Baltimora (2001)
- Il Tartuffo di Molière. La Jolla Playhouse di La Jolla (2002)
- Peter Pan di J. M. Barrie. Centerstage Pearlstone Theater di Baltimora (2002)
- I Am My Own Wife di Doug Wright. Lyceum Theatre di Broadway (2003), Duke of York's Theatre di Londra (2005)
- Of Thee I Sing, musiche di George Gershwin, parole di Ira Gershwin e libretto di George S. Kaufman e Morrie Ryskind. New York City Center di New York (2006)
- Pigmalione di George Bernard Shaw. American Airlines Theatre di Broadway (2007)
- My Fair Lady, libretto di Alan Jay Lerner, colonna sonora di Frederick Loewe. Ogunquit Playhouse di Ogunquit (2009)
- Misura per misura di William Shakespeare. Theatre for a New Audience di New York (2010)
- A Gentleman's Guide to Love and Murder, libretto di Robert L. Freedman, musiche di Steven Lutvak. Walter Kerr Theatre di Broadway (2013)
- Oslo di J. T. Rogers. Lincoln Center di Broadwau (2016)
- Canto di Natale da Charles Dickens, adattamento di Michael Arden. Geffen Playhouse di Los Angeles (2018), Nederlander Theatre di Broadway (2022)
- The Music Man, libretto e colonna sonora di Meredith Willson. Winter Garden Theatre di Broadway (2021)

## Riconoscimenti
- Tony Award
  - 2004 – Miglior attore protagonista in un'opera teatrale per I Am My Own Wife
  - 2014 – Candidatura per il miglior attore protagonista in un musical per A Gentleman's Guide to Love and Murder
  - 2017 – Candidatura per il miglior attore protagonista in un'opera teatrale per Oslo
- Drama Desk Award
  - 2004 – Miglior attore protagonista per I Am My Own Wife
  - 2012 – Candidatura al miglior attore non protagonista per Blood and Gifts
  - 2014 – Miglior attore protagonista in un musical per A Gentleman's Guide to Love and Murder

## Doppiatori italiani
Nelle versioni in italiano delle opere in cui ha recitato, Jefferson Mays è stato doppiato da:
- Mario Brusa in Law & Order: Criminal Intent
- Oreste Baldini in The Closer
- Roberto Chevalier in Fringe
- Ambrogio Colombo in Vizio di forma
- Edoardo Nordio in The Knick
- Vladimiro Conti in Law & Order - Unità vittime speciali
- Antonio Palumbo in The Americans
- Sandro Acerbo in Westworld - Dove tutto è concesso
- Luigi Ferraro in Perry Mason
- Alberto Bognanni in La Ballata di Buster Scraggs